# Enter
 Ovo je glavno značenje pojma Enter. Za druga značenja pogledajte Enter (razdvojba).
Enter je engleska riječ koja označava ulaz, ali i tipku na tipkovnici.
Tipku Enter prepoznat ćete kao najdeblju tipku, najčešće s pravokutnom strelicom ulijevo. Tu tipku koristimo za unošenje pojedinih naredbi u računalo, završavanje retka ili unos praznog retka u programima za obradu teksta.